# Arbeitsblatt

Englisches Grundschularbeitsblatt zum Schriftspracherwerb

Ein Arbeitsblatt, auch Aufgabenblatt genannt, ist ein im Unterricht an Schulen, Bildungseinrichtungen verwendetes Hilfsmittel für den Unterricht, welches zu den Unterrichtsmedien gezählt wird. Bei der Verwendung von Arbeitsblättern steht nicht, wie bei Abfragen die Bewertung einer schulischen Leistung im Vordergrund, sondern das Üben bzw. Vertiefen von Inhalten sowie die Vorbereitung auf Prüfungen.
Die Bearbeitung von Arbeitsblättern erfolgt in der Regel als Einzelarbeit sowie in Freiarbeitsphasen.
Im Fachbereich BWL wird der Begriff Arbeitsblatt mitunter als Synonym für das „Spreadsheet“ (eine Form der Tabellenkalkulation) verwendet.

## Definitionen

Arbeitsblatt für den Chemieunterricht, Beschriften von Laborgeräte (mit Lösungen)

Wissenschaftlich befasst sich die Fachdidaktik, als Teil der Schulpädagogik mit Arbeitsblättern, ihrer Funktion und ihrem Aufbau.
Ein Arbeitsblatt kann als „didaktisch, strukturierter, schriftlich, rechnerisch oder bildnerisch zu lösender Arbeitsauftrag“ definiert werden. (Meyer, 1987, S. 307)
Oder, nach einer etwas neueren Definition, als „ein Verbundmedium, welches mit den verschiedensten Medien kombiniert werden kann.“ (Rinschede, 2005, S. 364)

## Funktion
Mit Hilfe von Arbeitsblättern sollen Schülerinnen und Schüler sich aktiv und gedanklich mit Inhalten auseinandersetzen, um diese so besser zu verinnerlichen.
Lehrkräfte haben zudem die Möglichkeit sich durch die Auswertung eingesammelter Arbeitsblätter einen Eindruck über das Leistungsniveau in einer Schulklasse oder Lerngruppe zu machen sowie mögliche Defizite und Schwierigkeiten daraus abzuleiten.

## Aufbau von Arbeitsblättern

Zuordnungsaufgabe:
Einkreisen der Tiere

Arbeitsblätter haben in der Regel einen Titel bzw. eine Überschrift, die von der Aufgabenstellung gefolgt wird. Eine beispielhafte Lösung ist ebenso optional wie die Vergabe von Bewertungspunkten für individuelle Aufgaben. Dabei können Arbeitsblätter eine einzelne oder mehrere Aufgaben enthalten, die ähnlicher oder unterschiedlicher Art sein können.
Arbeitsblätter enthalten Texte, Bilder, Tabellen Skizzen, Diagramme als Informationsquellen, aber auch Rätsel, die durch Arbeitsaufträge erschlossen werden und bieten dabei (optional) Freiräume zum Eintragen, Ausfüllen, Rechnen oder Zeichnen.
Zur eigenständigen Erstellung von Arbeitsblättern gibt es diverse Anleitungen und Richtlinien nach unterschiedlichen Kriterien.

## Einige Beispiele für typische Elemente
- Mathematische Aufgaben zu den Grundrechenarten, der Geometrie oder Vervollständigung (Algebra)
- Zuordnungs- und Gruppierungsaufgaben, einschließlich Beschriften und Sortieren von Abbildungen
- Vervollständigung von Worten oder Sätzen (z.b. durch Lückentexte)
- Abfrage von Vokabeln (Fremdsprachenunterricht)
- Übungen zum Schriftspracherwerb
- Informationstext (kombiniert mit Aufgaben zu Inhalt, Aufbau, Struktur oder Elementen)
- Listen, zur Vervollständigung (z. B. Konjugation von Verben, Bildung des Plural)
- Kreuzworträtsel oder Wortsuchrätsel
- Multiple Choice-Aufgaben

## Bezugsquellen
Das frei verfügbare Angebot an lizenzfrei zugänglichen Open Educational Resources wächst und beinhaltet zahlreiche Unterrichtsmedien, zu denen neben Videos auch Arbeitsblätter zählen.
Zu den kostenfreien Anbietern zählen (in Deutschland) auch gemeinnützige Vereine (z. B. die Zentrale für Unterrichtsmedien im Internet) und staatlich geförderte Institutionen, wie die Bundeszentrale für politische Bildung.
- Verwendung vorgefertigter Arbeitsblätter von einem Anbieter (ggf. kostenpflichtig) oder Bildungsserver[5]
- Verwendung von Prüfungen, Tests und sonstigen vorgefertigten Aufgabenstellungen als Übung
- Kopieren einzelner Seiten aus Übungsheften (auch Workbook genannt) und Verwendung als Arbeitsblatt
- Individuelle Erstellung eigener Materialien mit Hilfe einer geeigneten Software oder Onlineplattform (z. B. arbeitsblätter online[6] oder tutory[7])
- Übernahme von Arbeitsblättern, die von anderen Unterrichtenden erstellt wurden (direkt oder als Open Source)

## Digitale Alternativen

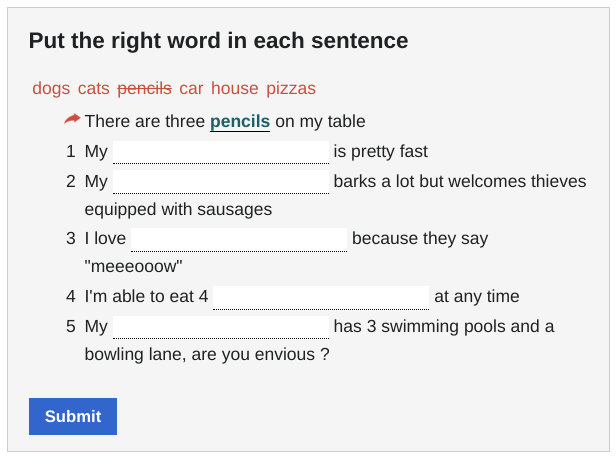
Online abrufbares Arbeitsblatt für den Englischunterricht

Mittlerweile bieten auch Schulbuchverlage, wie z. B. Cornelsen oder Westermann Arbeitsblätter zum Download an. Je nach Anbieter ist ein Teil der Angebote oft kostenfrei, wobei die individuelle Anpassung der Inhalte mitunter möglich ist.
Bildungsanbieter, darunter auch Dienstleister, die im Bereich Nachhilfe tätig sind, bieten oft online verfügbare Arbeitsblätter an, die je nach Angebot von Fachkräften ausgewertet oder mit online gespeicherten Lösungen verglichen werden können. Einige der kommerziellen Anbieter (z. B. Schülerhilfe) haben eigene, online erreichbare Lerncenter geschaffen, auf deren Materialien die von ihnen betreuten Lernenden zugreifen können. Es gibt auch Anwendungen, die speziell fürs Entwerfen von Arbeitsblättern konzipiert sind. Das Arbeitsblatt wird immer mehr durch digitale Arbeitsmaterialien ersetzt, die den Schülern über Onlinelernplattformen, Tablets oder Laptops bereitgestellt werden.